# Chydorus
Chydorus é um género de Chydoridae.
O género foi descrito em 1816 por William Elford Leach.
Possui distribuição cosmopolita.
Espécies:
- Chydorus rylovi Mukhamediev, 1963[2]
- Chydorus sinensis Frey, 1987
- Chydorus sphaericus O. F. Müller, 1776